# Pietro Antonio Cataldi
Pietro Antonio Cataldi (Bologna, 15 aprile 1552 – Bologna, 11 febbraio 1626) è stato un matematico italiano.

## Biografia

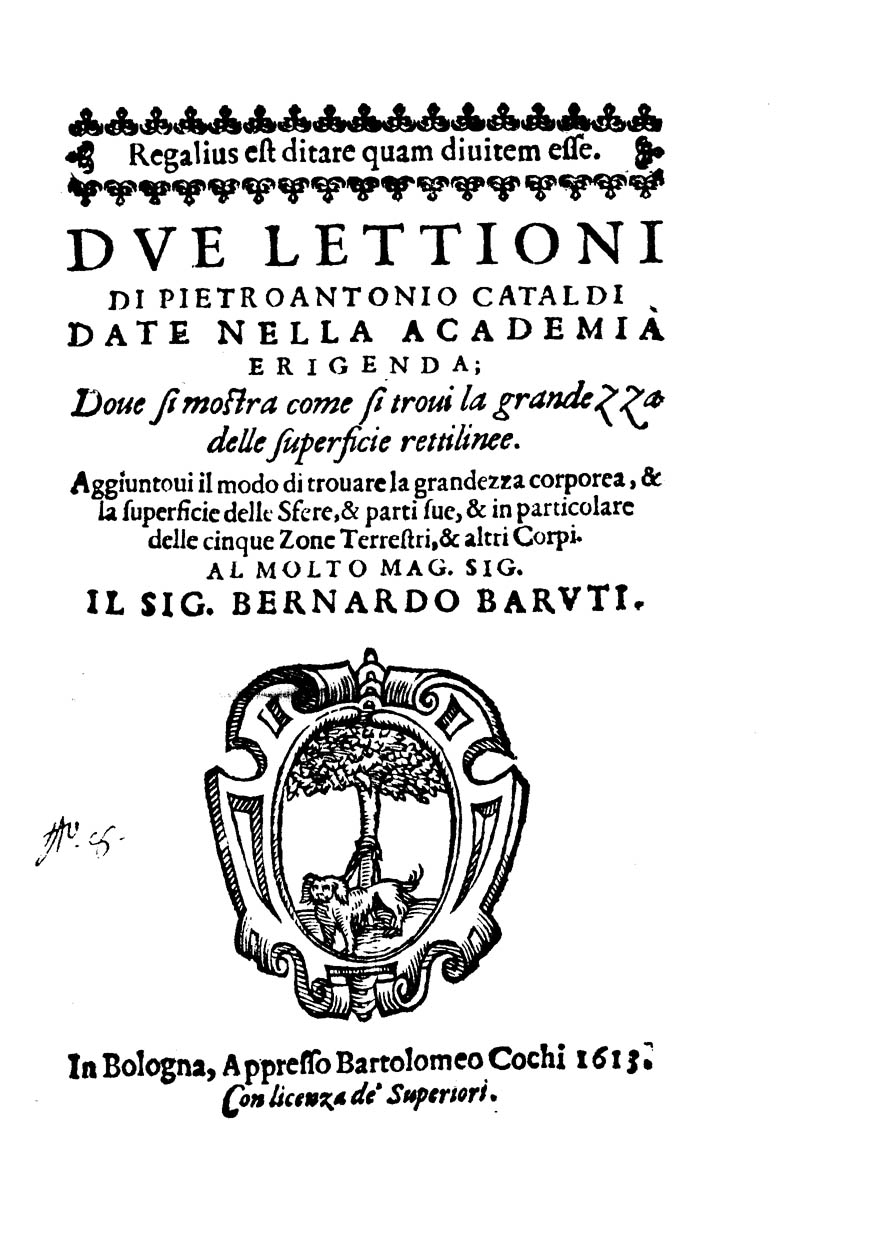
Due lettioni, 1613

Sebbene avesse iniziato gli studi nella sua città natale, non sembra abbia frequentato la prestigiosa Università di Bologna.
Nel 1569 cominciò ad impartire lezioni di matematica presso l'Accademia del Disegno di Firenze, in cui rimase fino al 1570, anno in cui si trasferì a Perugia dove insegnò presso l'Accademia del Disegno e lo Studio della città.
Nel 1583 Cataldi ritornò a Bologna, dove si laureò in filosofia e insegnò presso l'università matematica e astronomia sino al giorno della sua morte. Durante i suoi ultimi anni di vita provò, senza successo, a costituire un'accademia di matematica (impresa alla quale dedicò anche parte del suo testamento).
È noto soprattutto per i suoi apporti al calcolo delle radici quadrate mediante serie aritmetiche e l'algoritmo delle frazioni continue, riprendendo in parte l'opera di Rafael Bombelli. Si occupò inoltre della dimostrazione del quinto postulato di Euclide e scoprì il sesto e il settimo (8.589.869.056 e 137.438.691.328) dei numeri perfetti. Il suo lavoro sulle tecniche algebriche venne inoltre applicato alla sfera militare.
Scoprì inoltre il sesto e settimo dei numeri di Mersenne, 217-1 e 219-1, entrambi nel 1588, con il metodo della fattorizzazione degli interi mediante divisione.

## Opere
- Pietro Antonio Cataldi, Pratica aritmetica, ovvero elementi pratici delli numeri aritmetici. 1, In Bologna, Giovanni Rossi, 1602. URL consultato il 15 giugno 2015.

- (LA) Pietro Antonio Cataldi, Opusculum de lineis rectis aequidistantibus, et non aequidistantibus, Bononiae, Giovanni Rossi, 1603. URL consultato il 15 giugno 2015.

- Pietro Antonio Cataldi, Trattato de' numeri perfetti, In Bologna, Giovanni Rossi, 1603. URL consultato il 15 giugno 2015.

- Pietro Antonio Cataldi, Pratica aritmetica, ovvero elementi pratici delli numeri aritmetici. 2, In Bologna, Giovanni Rossi, 1606. URL consultato il 15 giugno 2015.

- Pietro Antonio Cataldi, Trattato della quadratura del cerchio, In Bologna, Bartolomeo Cochi, 1612. URL consultato il 15 giugno 2015.

- Pietro Antonio Cataldi, Due lettioni date nella academia erigenda dove si mostra come si trovi la grandezza delle superficie rettilinee, In Bologna, Bartolomeo Cochi, 1613. URL consultato il 15 giugno 2015.

- Pietro Antonio Cataldi, Trattato del modo brevissimo di trovare la radice quadra delli numeri, et regole da approssimarsi di continuo al vero nelle radici de' numeri non quadrati, In Bologna, Bartolomeo Cochi, 1613. URL consultato il 15 giugno 2015.

- Pietro Antonio Cataldi, Regola della quantità, o cosa di cosa, In Bologna, Sebastiano Bonomi, 1618. URL consultato il 15 giugno 2015.

- Pietro Antonio Cataldi, Nuova algebra proporzionale, In Bologna, Sebastiano Bonomi, 1619. URL consultato il 15 giugno 2015.

- Pietro Antonio Cataldi, Elementi delle quantità algebratiche, In Bologna, Sebastiano Bonomi, 1620. URL consultato il 15 giugno 2015.

- Pietro Antonio Cataldi, Algebra applicata, 1622
- Pietro Antonio Cataldi, Difesa di Euclide, 1626